# Avallon
Avallon is een gemeente in het Franse departement Yonne (regio Bourgogne-Franche-Comté) Avallon telde op 1 januari 2022 6.346 inwoners, die Avallonnais worden genoemd. De oppervlakte bedraagt 26,75 km², de bevolkingsdichtheid is 242 inwoners per km² (per 1 januari 2019). Avallon kijkt uit over het dal van de rivier de Cousin. 

## Geschiedenis
Er was vermoedelijk al een Gallische nederzetting aanwezig toen de Romeinen de plaats bezetten. De Romeinen noemden de plaats Aballo of Aballone. Deze naam is afkomstig van het Gallische Aballon, dat appelboom betekent. Gelegen langs de heerbaan van Lugdunum (Lyon) naar Gesoriacum (Boulogne) ontwikkelde de plaats zich tot een stadje.
Avallon wordt door sommigen beschouwd als de plek van het legendarische Avalon van koning Arthur. Deze mythische koning zou dan geïdentificeerd moeten worden met Riothamus, een Britse krijgsheer uit de 5e eeuw die zich uiteindelijk zou hebben teruggetrokken in een stad die Avallon heette.
Al in de 8e eeuw was er een kerk in het castrum van Avallon. Deze kerk ontving rond het jaar 1000 relieken van de heilige Lazarus en werd toen gewijd aan deze heilige. Avallon werd toen een bedevaartplaats voor deze heilige die werd aanroepen tegen de pest. In de 9e eeuw werd de plaats voorzien van vestingwerken. Avallon werd een gemeente met schepenen in de 13e eeuw. Op de Cousin kwamen watermolens en leerlooierijen en op de heuvels rond Avallon lagen wijngaarden. In 1653 kwamen er een college en een kapucijnenklooster in Avallon.
In 1926 werd Avallon onderprefectuur van het arrondissement in plaats van Tonnerre.

## Geografie
De oppervlakte van Avallon bedroeg op 1 januari 2022 26,75 vierkante kilometer; de bevolkingsdichtheid was toen 237,2 inwoners per km². De Cousin stroomt door de gemeente.
De onderstaande kaart toont de ligging van Avallon met de belangrijkste infrastructuur en aangrenzende gemeenten.

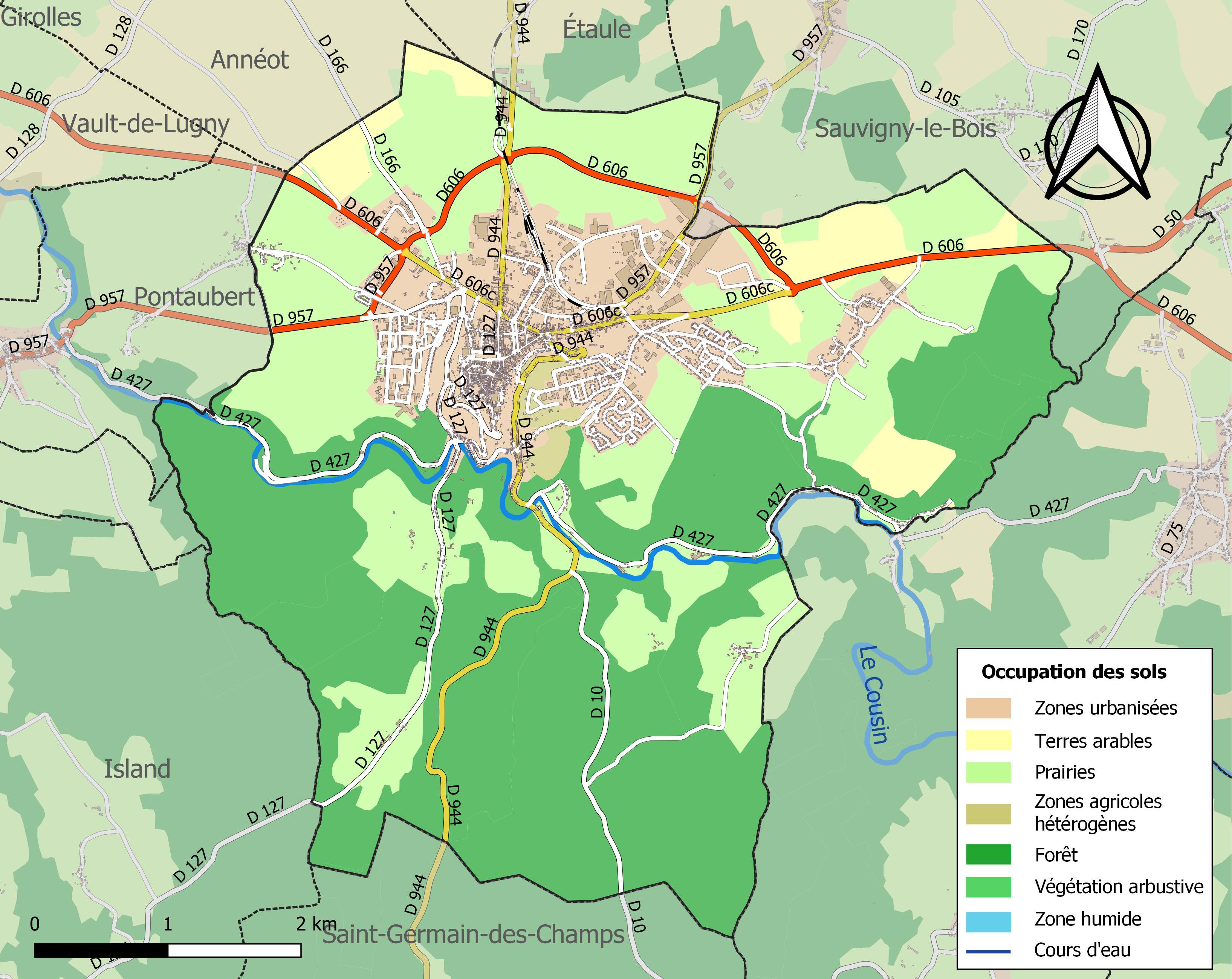

In de gemeente ligt spoorwegstation Avallon.

## Demografie
Onderstaande figuur toont het verloop van het inwoneraantal van Avallon vanaf 1962.

## Bezienswaardigheden

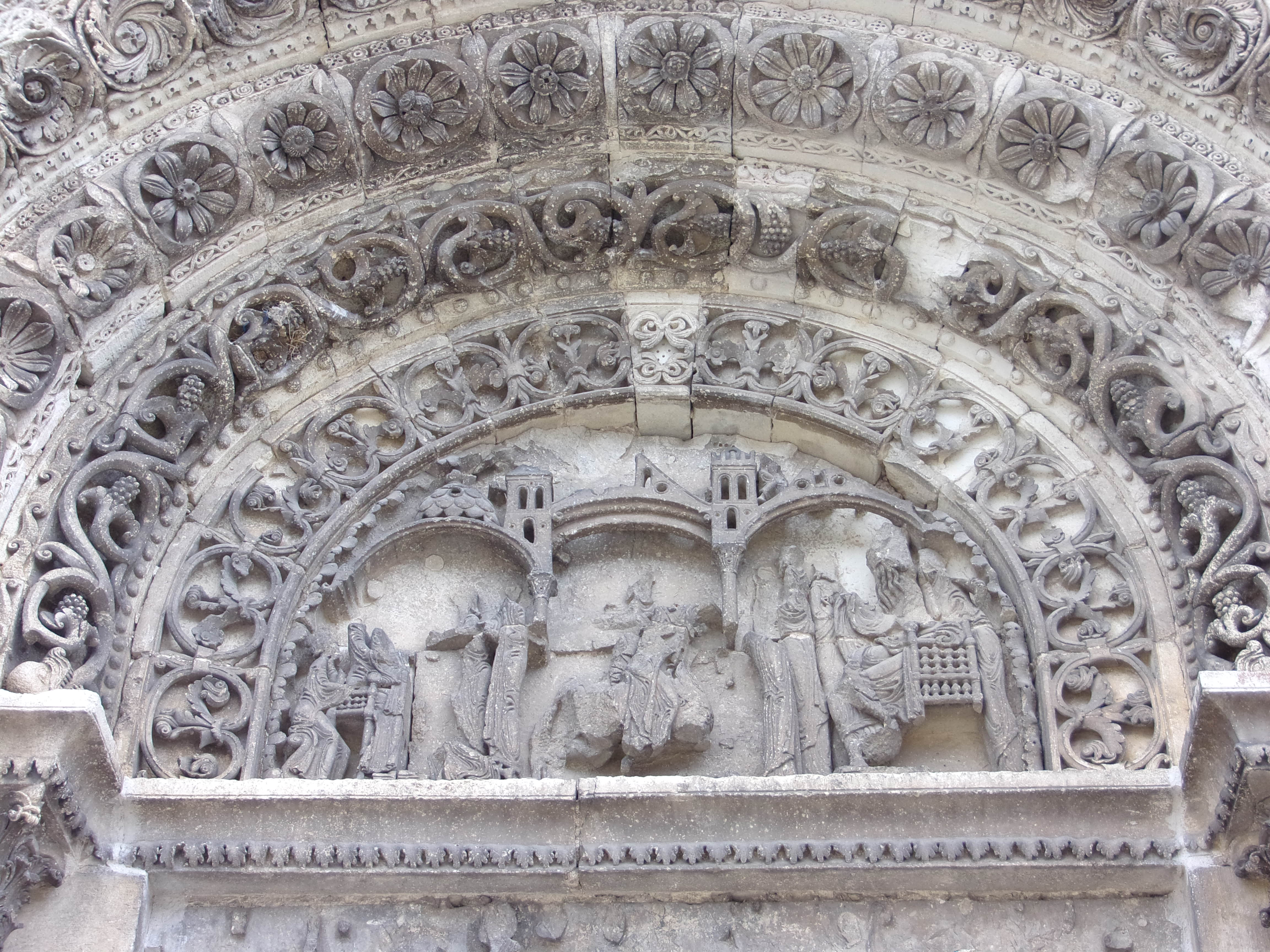
Gebeeldhouwd portaal van de Saint-Lazarekerk

In het stadje, dat geheel omgeven is door versterkte wallen, bevinden zich enkele historische gebouwen:
- de romaanse kapittelkerk Saint-Lazare dateert uit het midden van de 12e eeuw en heeft twee decoratieve gebeeldhouwde portalen. De voorganger van deze kerk dateert uit de 8e eeuw.
- de Tour de l'Horloge, die 49 meter hoog is, werd gebouwd tussen 1456-1460 en deed dienst als stadhuis tot 1772.[7]

Verder is er het museum Musée de l’Avallonnais, een streekmuseum opgericht in 1862 met onder andere een collectie rond de goudsmid en juwelenmaker Jean Després (1889-1980).

## Geboren en gestorven in
- Gaston Chaissac (1910-1964), schilder van art brut
- Étienne Balibar (1942), filosoof

In Avallon overleed in 1784 Simon Pfaff de Pfaffenhoffen, een Oostenrijkse decorateur.